# Hookers.nl
Hookers.nl was tussen 2002 en 2021 een website voor klanten van prostituees die zich willen oriënteren in het aanbod van prostituees. De bekendheid van hookers.nl nam toe nadat bekend werd dat de toenmalige wethouder van Amsterdam, Rob Oudkerk, de website raadpleegde. De website is eigendom van Midhold BV.
Begin januari 2011 waren er 163.600 geregistreerde gebruikers op het forum.
De website bevatte ervaringen van klanten met prostituees in Nederland, België, Duitsland en de rest van de wereld. Sinds de start in februari 2002 was de website uitgegroeid tot de een van de belangrijkste websites over prostitutie in Nederland.
De overheid maakte zelfs reclame op de site om vrouwenhandel tegen te gaan. Dit werd door sommigen echter niet gewaardeerd.
In 2019 kreeg de site te maken met een groot datalek.
De Autoriteit Persoonsgegevens (AP) stelt dat reviews van prostituees met een link naar een advertentie niet voldoen aan de AVG-richtlijnen, omdat er informatie wordt gegeven die niet in de advertentie staat en waarvoor de sekswerker geen expliciete toestemming heeft gegeven. Daarom heeft de site besloten per 8 juli 2021 te stoppen.